# Ramiro Balbuena
Ramiro Agustín Balbuena Chamorro (Puerto Iguazú, Misiones; 28 de febrero del 2000) es un futbolista argentino. Juega de volante y su equipo actual es Club Atlético Nueva Chicago, de la Primera B Nacional.

## Carrera

### Arsenal
En 2020, Balbuena se convirtió en jugador de la Primera de Arsenal. Debutó el 14 de noviembre en la victoria 2-0 sobre Racing, ingresando a los 22 minutos del segundo tiempo por Nicolás Castro.

## Clubes
| Club                                | País      | Año           |
| ----------------------------------- | --------- | ------------- |
| Arsenal                             | Argentina | 2020 - 2021   |
| Club Social y Deportivo Sol de Mayo | Argentina | 2021-2022     |
| Arsenal Fútbol Club II              | Argentina | 2022-2023     |
| Asociación Atlética Estudiantes     | Argentina | 2023-2024     |
| Club Atlético Nueva Chicago         | Argentina | 2024-presente |

## Estadísticas

### Clubes
- Actualizado hasta el 27 de diciembre de 2020.

| Arsenal Argentina |                     |                     |   |   |   |   |   |   |   |      |      |
| 1.ª | 2020                | -                   | - | 2 | 0 | - | - | 2 | 0 | 0,00 |      |
| Total club | Total club          | Total club          | - | - | 2 | 0 | - | - | 2 | 0    | 0,00 |
| Total en su carrera | Total en su carrera | Total en su carrera | - | - | 2 | 0 | - | - | 2 | 0    | 0,00 |
| (1) Las copas nacionales se refiere a la Copa Argentina y a la Copa de la Liga Profesional. (2) Las copas internacionales se refiere a la Copa Libertadores y a la Copa Sudamericana. (3) Media de goles por encuentro. No incluye goles en partidos amistosos. |                     |                     |   |   |   |   |   |   |   |      |      |